# MDM Swift S1
Dimensions
Swift S-1 est un planeur monoplace avec train d'atterrissage rétractable. 
Il fut fabriqué par Margański & Mysłowski, mais n'est plus en production.
La formation à ce monoplace de haute performance en voltige se fait sur le  MDM-1 Fox.

## Galerie

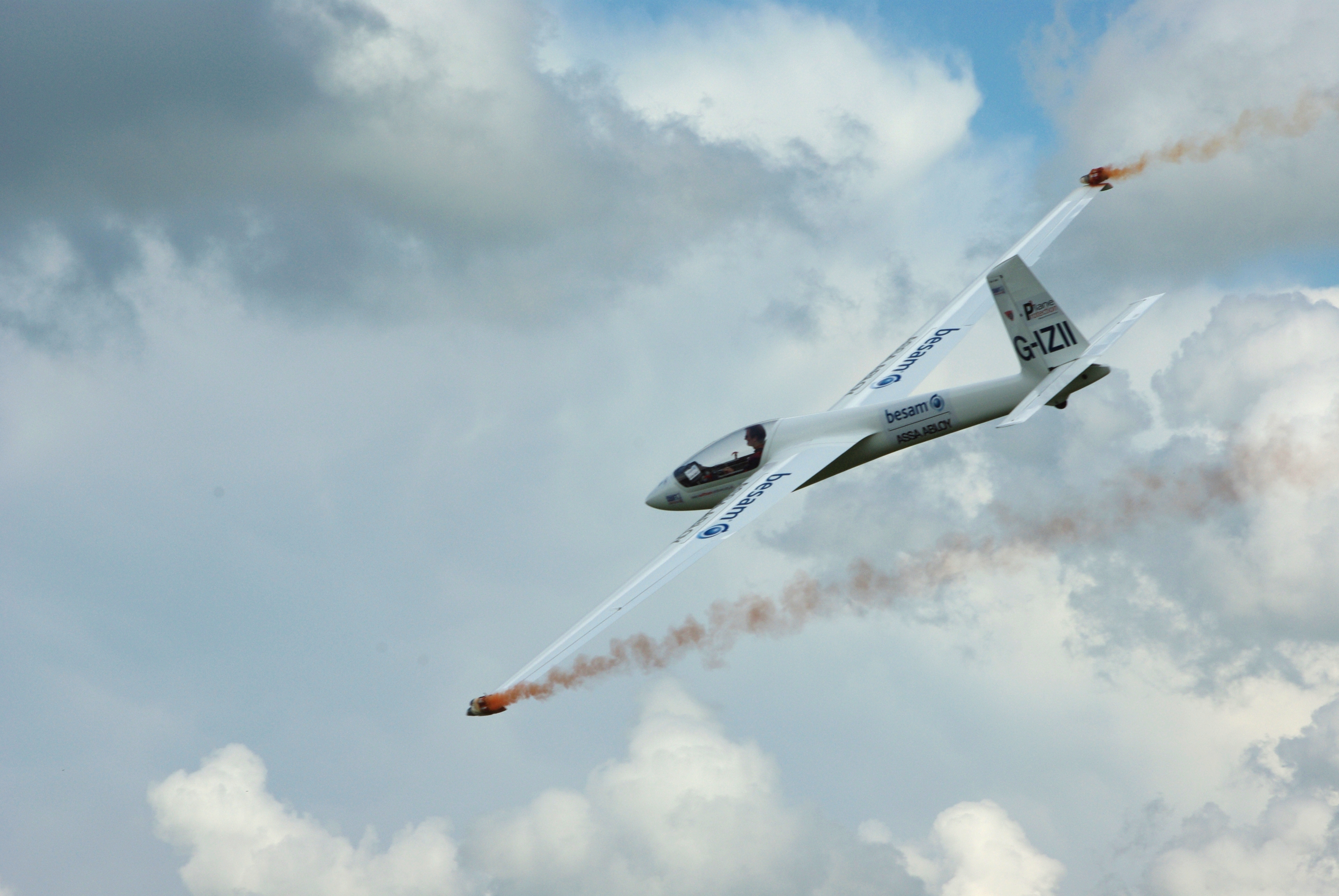
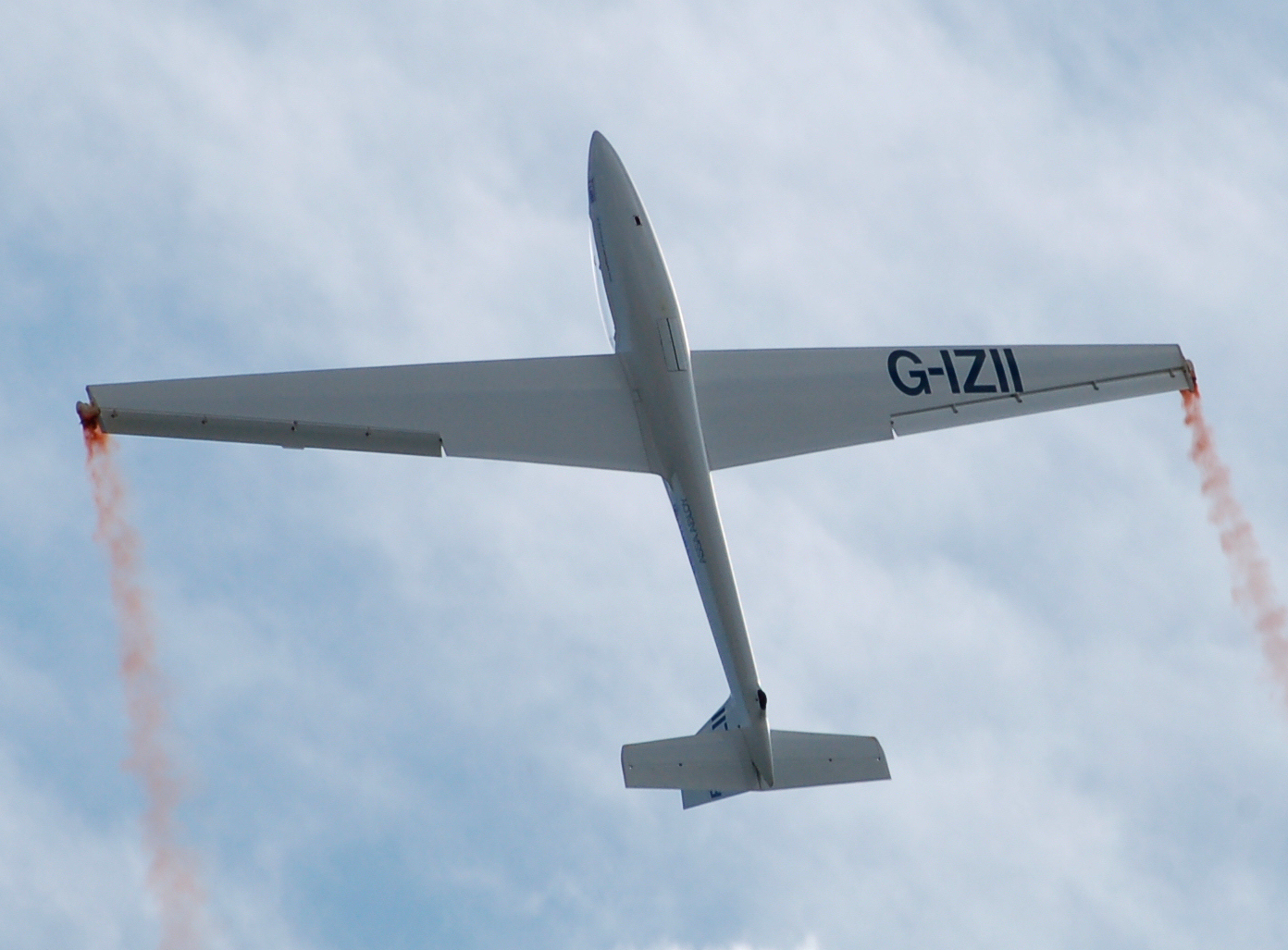
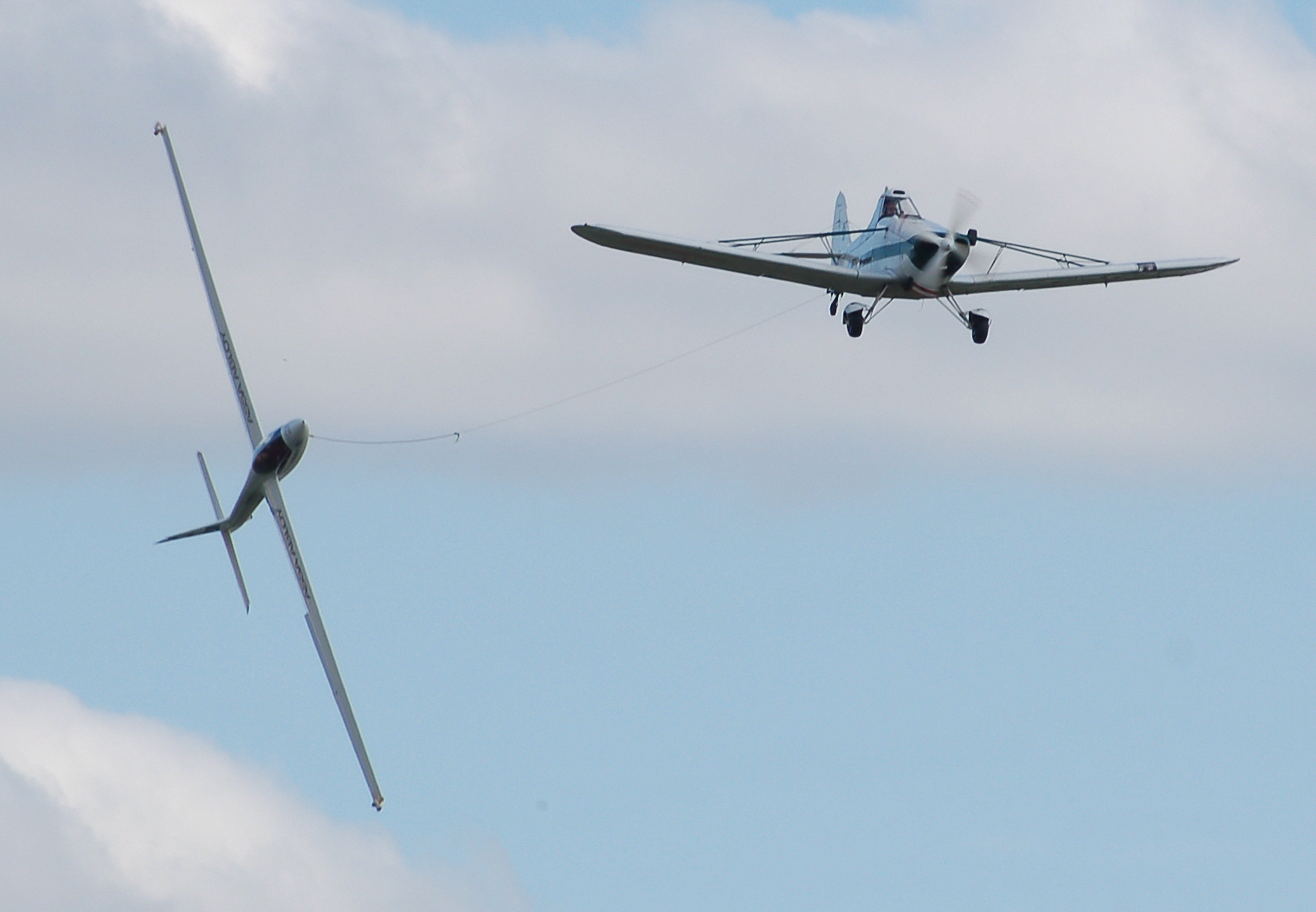

## Planeurs comparables
- MDM-1 Fox
- PZL Bielsko SZD-59
- Cirrus K